# Arrête avec tes mensonges
Arrête avec tes mensonges je francouzský hraný film, který režíroval Olivier Peyon jako adaptaci stejnojmenného autobiografického románu Philippe Bessona z roku 2017. Snímek měl světovou premiéru na filmovém festivalu frankofonních filmů v Angoulême dne 27. srpna 2022.

## Děj
Stéphane Belcourt je slavný spisovatel, který přijíždí z Paříže na pozvání do rodného městečka jako host sponzora dvoustého výročí značky koňak. Stéphane se sem vrací poprvé po 25 letech. Setkává se zde s Lucasem, s jehož otcem Thomasem ho v roce 1984 pojilo společné tajemství.

## Obsazení
| Guillaume de Tonquédec | Stéphane Belcourt    |
| Jérémy Gillet          | Stéphane v 17 letech |
| Victor Belmondo        | Lucas Andrieu        |
| Guilaine Londez        | Gaëlle Flamand       |
| Julien de Saint-Jean   | Thomas Andrieu       |
| Pierre-Alain Chapuis   | pan Dejean           |
| Laurence Pierre        | paní Dejean          |
| Cyril Couton           | knihkupec            |
| Marilou Gallais        | Lucasova babička     |
| Dominique Courait      | Thierry              |